# April, april
April, april ist ein Popsong, mit dem Siw Malmkvist und Gunnar Wiklund die schwedische Vorentscheidung Melodifestivalen zum Eurovision Song Contest 1961 gewannen. Das Stück wurde von Bobbie Ericson (Text) und Bo Eneby (Musik) geschrieben.

## Geschichte
Nach dem gewonnenen Melodifestivalen bestimmte SVT jedoch, dass nicht sie, sondern Lill-Babs beim 6. Grand Prix Eurovision de la Chanson Européenne antreten sollte, der diesmal in Cannes/Frankreich stattfand. Malmkvist hatte bei der schwedischen Vorentscheidung den Text vergessen und musste stattdessen trällern, lachen und pfeifen. Gleichzeitig bat sie das Publikum mit Gesten, aufzuhören zu lachen. Anschließend kritisierte die Presse sie dafür, dass sie „den Affen gespielt“ habe. Das Lied erreichte mit zwei Punkten Platz 14. Das Orchester wurde von William Lind dirigiert, nachdem Thore Ehrling ursprünglich dafür geplant war.

## Inhalt
Es geht in dem Lied April, april um den Wechsel vom Winter zum Frühling und darum, wie die Natur wieder erwacht und froh und unbeschwert ihren Lauf nimmt, was durch das Pfeifen im Lied und die dazu passende Melodie unterstrichen wird. 
Im Text des Liedes gleicht das Liebesspiel der Mädchen und Jungen dem Spiel der Westwinde und dem Balzgesang der Vögel. Auch die Aprilscherze, mit denen man so genannte „dumme Heringe“ hereinlegen kann, werden in diese Reihe gestellt. Im Verlauf des Liedtextes stellt sich heraus, dass der Erzähler des Textes selbst wieder einmal im Frühling verliebt ist, dies auch vorher bereits erwartet hat und darin die allgemein positive, spielerische Beschreibung der Umwelt im April begründet ist.

### Melodie
Das Lied beginnt mit einer Strophe, auf die zwei sich abwechselnde Refrains folgen. Der Klang der Strophe sowie des ersten Refrains mit einer schnelleren Melodie geht über in den anderen Refrain mit einer langsameren, getragenen Melodie, wenn es um die Verliebtheit des Erzählers geht. Die schnelleren Passagen, die teilweise gepfiffen werden, überwiegen allerdings im Lied deutlich.

## Veröffentlichungen
- april april – Eurovisionsschlagern 1961 (Single),[4] gesungen von Lill-Babs
- RättLåtVann – Melodifestivalen 40 år: Vinnarna (Doppelalbum, 1994),[6] Zusammenstellung der Gewinner aus 40 Jahren Melodifestivalen, allerdings in der späteren Version mit Lill-Babs